# The Order: 1886
The Order: 1886 ist ein vom amerikanischen Entwicklerstudio Ready at Dawn exklusiv für die PlayStation 4 konzipiertes Action-Adventure, das in Zusammenarbeit mit Sony Computer Entertainment und Santa Monica Studio entstand. Das Videospiel erschien am 20. Februar 2015.

## Handlung
Die Handlung des Spiels ist zur Zeit des 19. Jahrhunderts in London angesiedelt und präsentiert eine alternative Version des Viktorianischen Zeitalters. Nach einem Jahrhunderte währenden Kampf der Menschen gegen sogenannte Halbblüter, Wesen halb Mensch halb Tier, beginnt die Geschichte des Spiels im Jahr 1886. Der Spieler übernimmt die Rolle von Sir Galahad, Ritter eines Geheimordens, der seit Generationen die Menschheit vor den Halbblütern beschützt. Gemeinsam mit weiteren Ordensmitgliedern wie Sebastian Malory, Marquis de Lafayette und Isabeau D´Argyll, gilt es, die Monster zu bekämpfen und eine aufkeimende Revolution der in Armut lebenden Bevölkerung unter Kontrolle zu bekommen.
Die Geschichte mischt real existierende Schauplätze wie Big Ben, die Londoner Untergrundbahn oder den Palast von Westminster, berühmte Persönlichkeiten der Zeitgeschichte und tatsächliche historische Ereignisse der Epoche mit alternativen Geschehnissen einer Parallelwelt. So finden sich beispielsweise Verbindungen zur Artus-Sage und der Industriellen Revolution oder mystische Elemente wie das Schwarze Wasser, ein Elixier, das lebensverlängernd wirkt und die Selbstheilungskräfte des Körpers verstärkt.
Visuell erinnert die alternative Version von London an das Kunstgenre des Steampunk mit Hochbahnen, Luftschiffen und dampf- oder elektrisch betriebenen Maschinen. Die Charaktere verfügen über futuristisch anmutende Waffen, die Energieblitze verschießen können und bereits über eine Möglichkeit der drahtlosen Kommunikation verfügen.

## Figuren
Sir Galahad
Die Hauptfigur von The Order 1886 ist Sir Galahad, einer der ältesten und besten Streiter im Orden. Wie bei seinem Namensgeber aus der Legende von König Artus und den Rittern der Tafelrunde gehören Tapferkeit und Edelmut zu seinen herausragenden Tugenden. In seiner langen Zeit als Kämpfer gegen die blutrünstigen Halbblüter wurden seine Gesinnung, seine Beherrschung der Kriegskunst oder seine Führungsqualität niemals in Frage gestellt. Als sich aber in London menschliche Rebellen erheben und den Rittern des Ordens vorwerfen, nur die Aristokraten zu beschützen, das Volk aber ihrem Schicksal zu überlassen, kommt Sir Galahads bislang unerschütterlicher Glaube an die Ziele des Ordens ins Wanken. Zwischen eskalierendem Klassenkampf und moralischen Grauzonen muss er sich der veränderten Realität stellen und sich selbst fragen, ob er immer den richtigen Weg gegangen ist. Seine engsten Vertrauten sind Sebastian Malory, alias Sir Percival, und die schöne Isabeau. Malory ist ein alter Freund und Weggefährte, zugleich ein wertvoller Ratgeber für Galahad. Für Lady Igraine, wie Isabeau D’Argyll genannt wird, ist er ein geachteter Mentor und Ausbilder. Diese Beziehung könnte weit darüber hinaus gehen, wenn die beiden es denn zulassen dürften.
Isabeau D´Argyll
Geboren im 18. Jahrhundert in Hibernia (dem heutigen Irland) wurde die attraktive Isabeau vom Shadow Lord adoptiert. Sie ist eine couragierte junge Frau, von dem Wunsch beseelt, wie ihr älterer Bruder Alastair ein Ritter des Ordens zu werden. Schon in frühem Alter drängt es sie danach, die notwendigen Fähigkeiten zu erlernen. So wurde sie in die Vormundschaft von Galahad gegeben. Dieser fördert Isabeau als ihr Mentor und schon nach kurzer Zeit wird sie ein Mitglied des Ordens, schneller als jeder Bewerber vor ihr. Während ihrer Ausbildung entwickelt sich ihre Beziehung zu Galahad von der einer Schülerin zu ihrem Lehrer zu einer gleichberechtigten Partnerschaft. Sie und Galahad verspüren eine gegenseitige Anziehung, aber der Orden erlaubt keine tiefergehenden Emotionen. So stellt Isabeau jederzeit ihre Pflicht als Ritter über ihre persönlichen Wünsche.
Marquis de Lafayette
Geboren 1757 in Auvergne, einer Provinz im Süden Frankreichs bekannt für ihre heißblütigen Einwohner, entstammt Lafayette einer Familie berühmter Krieger. Bereits in jungen Jahren verwaist wurde er von seiner geliebten Großmutter aufgezogen und gewann schon früh das Vertrauen von König Louis XV, in dessen Schloss in Versailles er ein neues Heim fand. Aber die Gefolgschaft am königlichen Hof betrachtete ihn nur als Bauerntölpel und verabscheute seine Herkunft aus der tiefsten Provinz. Kurzerhand suchte Lafayette Ruhm und Ehre anderenorts und wurde einer der jüngsten Generäle im Dienste von George Washington, an dessen Seite er in der Amerikanischen Revolution kämpfte. Nach seiner Rückkehr in sein Heimatland Frankreich setzte er sich für die Rechte seines Volks ein. Als selbst erklärter Verfechter der Freiheit zog er in die Schlachten der Französischen Revolution, verschwand aber kurz nach der Machtergreifung Napoleons spurlos. Aber Lafayette blieb nicht untätig und verdingte sich als Söldner im Kampf gegen die Halbblüter. Hier wurde der Ritterorden auf ihn aufmerksam und Sebastian Malory persönlich rekrutierte den großen Kämpfer für The Order. Lafayette ist ein tief emotionaler Mensch, der dem schönen Geschlecht nicht abgeneigt ist.
Sebastian  Malory
Der geheimnisvolle Sebastian Malory ist Galahads langjähriger Partner und einer der wenigen Ritter, der diesem in Kraft, Mut und Ausdauer ebenbürtig ist. Zu seinen Aufgaben gehört es, all die offiziellen und inoffiziellen Ereignisse, an denen der Orden beteiligt ist, akribisch aufzuzeichnen. Auch dient er als wichtiger Ratgeber bei Zusammenkünften, bleibt im Herzen aber immer ein Ritter, der den Kampf und die Gefahr liebt. Mehr als zweihundert Jahre älter als Galahad, kämpfte Malory bereits an der Seite von König Edward III für die Wiederherstellung der britischen Krone. Trotz des großen Altersunterschieds begegnen sich die beiden Ritter auf Augenhöhe, Galahad vertraut blind auf die Ratschläge und die Freundschaft seines Weggefährten. Malory ist ein Genie der strategischen Kriegsführung und ein leidenschaftlicher Beschützer seines Volks – aber auch dafür bekannt, ungeheure Risiken im Kampf einzugehen.

## Synchronisation
Die Lokalisierung erfolgte durch die 4-real Intermedia GmbH in Offenbach.
| Rolle                                    | Englischer Sprecher | Deutscher Sprecher                          |
| ---------------------------------------- | ------------------- | ------------------------------------------- |
| Sir Galahad / Grayson                    | Steve West          | Tobias Brecklinghaus                        |
| Isabeau D´Argyll / Lady Igraine          | Alice Coulthard     | Claudia Urbschat-Mingues                    |
| Marquis de Lafayette / Gilbert du Motier | Frederik Hamel      |                                             |
| Sebastian Malory / Sir Percival          | Graham McTavish     | Richard van Weyden                          |
| Baron Augustus D´Argyll / Lordkanzler    | Paul Gregory        | Christian Jungwirth / Stefan Müller-Ruppert |
| Alastair D´Argyll / Sir Lucan            | Matthew Waterson    | Dieter Gring                                |
| Jacob van Neck / Lord Hastings           | David Shaughnessy   | Hans Zwimpfer                               |
| Nikola Tesla                             | Yuri Lowenthal      | Raúl Semmler                                |
| Commissioner Doyle                       | Steven Brand        | Martin Sabel                                |
| Rani Lakshmibai                          | Tehmina Sunny       |                                             |
| Devi Nayar                               | Nishi Munshi        | Djuwita Müller                              |
| Finley                                   | Liam O’Brien        | Achim Barrenstein                           |
| Lord Darwin                              | Michael Halsey      | Wolff von Lindenau                          |
| Geheimnisvolle Person                    | Dan Riordan         | Stefan Müller-Ruppert                       |

## Spielprinzip
Bei The Order: 1886 handelt es sich um einen linear aufgebauten, für Einzelspieler konzipierten Third-Person-Shooter, bei dem der Spieler das Geschehen aus der Perspektive hinter der Spielfigur verfolgt. Die Action-Einlagen verlangen präzises Schießen auf Gegner und das Ausnutzen von Deckungsmöglichkeiten in der Umgebung. Zur Auswahl stehen dabei unterschiedliche Waffen.
Combo-Gewehr
Zur Standard-Ausrüstung der Ordensritter gehört das Combo-Gewehr, das mit zwei Läufen ausgestattet ist. Gegen weit entfernte Ziele effektiv, im Nahkampf oder gegen eine ganze Gruppe Feinde kommt der zweite Abzug ins Spiel. Es erzeugt eine Erschütterung, die Gegner lähmt.
Arc-Gun
Diese Waffe verschießt Pfeile oder Stromstöße. Die Kraft der Elektrizität wird durch das Laden der Waffe noch erhöht und beseitigt Feinde in weitem Umkreis.
Thermite-Gun
Das schwere Maschinengewehr verschießt dünne Metallstreifen, die von einer nachfolgenden Leuchtrakete entflammt werden.
Maschinenpistole
Auch als selbstladende verfügbar. Die Präzision mit dieser Waffe ist recht gering.
Revolver
Sie haben eine sehr hohe Durchschlagskraft gegen alle Gegner. Es gibt sie in unterschiedlichen Ausführungen wie z. B. "Dragoon" oder der Duellanten Revolver.
Splittergranaten
Wirksam unter anderem gegen verbarrikadierte Gegner. Die Granaten können auch an Wänden platziert und per Zeitzünder zum Explodieren gebracht werden.
Nebelgranaten
Bei der Detonation wird ein Nebel in einem relativ kleinen Radius freigesetzt, in dem Gegner für kurze Zeit außer Gefecht gesetzt werden, sie versuchen aber davor zu fliehen.
Armbrust
Die Armbrust ist eine leise Waffe, die Bolzen verschießt.

## Entwicklung
Als entscheidenden Einfluss, der zur Entwicklung des Spiels führte, bezeichnete Ru Weerasuriya, Creative Director und Mitgründer von Ready at Dawn, sein persönliches Spielerlebnis mit Uncharted 2: Among Thieves. Das für seine emotionale, filmartige Inszenierung gelobte Action-Adventure des Entwicklers Naughty Dog diente Weerasuriya als Vorbild für eine eigene, filmartige Erzählung. Die ersten Konzepte für das Spiel entstanden bereits kurz nach Studiogründung, verblieben aber im development limbo, da die zu diesem Zeitpunkt aktuelle siebte Konsolengeneration technisch nicht genügend Leistung besaß, um die Vorstellungen der Entwickler zu erfüllen. Stattdessen übernahm das Studio mehrfach Auftragsarbeiten für Sony. Erst mit Veröffentlichung des Entwicklerkits für die PlayStation 4 wurde mit der Umsetzung des Konzepts begonnen. Die Handlung wurde von Ru Weerasuriya in Zusammenarbeit mit dem fürs Fernsehen tätigen Drehbuchschreiber Kirk Ellis (John Adams) entworfen. Das Spiel entstand ursprünglich unter dem Arbeitstitel Requiem und sollte teilweise in Jerusalem während der Kreuzzüge spielen. Wegen der Nähe des Szenarios zu Ubisofts Assassin’s Creed wurde dieser Ansatz jedoch wieder verworfen. Visualisiert wurde The Order 1886 mit Techniken der Filmproduktion. Das Motion-Capture der Figuren, die Führung der virtuellen Kameras, die Beleuchtungstechnik oder die filmische Inszenierung der Szenen, sorgt für eine an Kinofilme angelehnte Präsentation. Dabei bestehen die Animationen der Figuren aus bis zu 100.000 Polygonen. Einen sichtbaren grafischen Unterschied zwischen Spielszenen und Zwischensequenzen soll es nicht geben. Technisch wird von dem Entwickler die selbst entwickelte Grafik-Engine RAD Engine 4.0 genutzt, die gezielt auf die PlayStation 4 optimiert wurde.
Das Spiel wurde erstmals auf der Electronic Entertainment Expo 2013 der Öffentlichkeit vorgestellt. Im Juni 2014 wurde der Veröffentlichungstermin auf den 20. Februar 2015 festgelegt. Mitte Januar 2015 gab Sony den Abschluss der Entwicklungsarbeiten bekannt.

## Rezeption
The Order: 1886 erhielt überwiegend mittelmäßige Wertungen. Das deutschsprachige Onlinemagazin 4Players attestiert dem Spiel viel verschenktes Potenzial.

„The Order sieht klasse aus und wird filmreif inszeniert. Aber das lineare, oftmals banale Spieldesign ernüchtert in den Gefechten, beim Schleichen und sinnlosen Interagieren. Schade um das Potenzial!“

„„The Order: 1886“ ist wie ein Puzzle, das auf den ersten Blick umwerfend aussieht, bei dem man aber sehr schnell feststellt, dass die einzelnen Puzzleteile nicht zusammenpassen.“

Die Konsolenspielezeitschrift GamePro kommt zu einem deutlich positiveren Urteil. Auch in deren Test wird die hübsche Grafik gelobt und der lineare Spielablauf genannt. Im Fazit kommen die Tester zu dem Ergebnis, dass Besitzer der PlayStation 4 das Spiel unbedingt spielen sollten.

## Fortsetzung
Immer wieder gab es Gerüchte und Spekulationen über eine mögliche Fortsetzung zu The Order. Diese wurden erneut befeuert, als Sony Interactive Entertainment in den USA Markenschutz für The Order: 1886 beantragte. Im Jahr 2020 wurde das Entwicklerstudio Ready at Dawn schließlich von Meta übernommen. Im August 2024 schloss Meta das Studio. Insider gaben daraufhin bekannt, dass man vor der Übernahme durch Meta noch an einem Sequel des Spiels plante.